# Ekoradio
Ekoradio – audycja nadawana w Programie I Polskiego Radia od 1990 r., kojarząca informacje o pogodzie, zdrowiu i przyrodzie. 
Emitowana była(w zależności od pory roku) m.in. na antenie Lata z Radiem, Sygnałów dnia oraz Czterech pór roku. Decyzją kolejnych dyrekcji Polskiego Radia wielokrotnie zmieniano godziny emisji Ekoradia; obecnie zaś stale ok. 8:31 i 12:28, a w niedzielę o 7:10 i 13:10.
Przez wiele lat audycja prowadzona była przez Andrzeja Zalewskiego. W czerwcu 2011 r., na skutek jego choroby i rehabilitacji, prowadzenie audycji przejął Marek Matysek. Andrzej Zalewski zmarł 21 lipca 2011 r. Następnie Ekoradio prowadzili na przemian: Bogdan Sawicki i Małgorzata Raducha.
Z inicjatywy Ekoradia i Andrzeja Zalewskiego 15 maja obchodzone jest Święto Polskiej Niezapominajki.